# Sam Winnall
Samuel Thomas „Sam“ Winnall (* 19. Januar 1991 in Wolverhampton) ist ein englischer Fußballspieler, der seit 2020 bei Oxford United unter Vertrag steht.

## Karriere

### Wolverhampton Wanderers
Der aus der eigenen Jugendakademie stammende Sam Winnall debütierte am 24. August 2010 für die Wolverhampton Wanderers bei einem 2:1-Heimsieg in der zweiten Runde des League Cup 2010/11 über Southend United. Im Februar 2011 lieh ihn der Verein an den Viertligisten Burton Albion aus, für den er sieben Tore in der Football League Two 2010/11 erzielte. In den zwei anschließenden Spielzeiten folgten weitere Ausleihen an Hereford United, Inverness Caledonian Thistle und Shrewsbury Town.

### Scunthorpe United
Nachdem sein Vertrag bei den Wolves ausgelaufen war, wechselte der ablösefreie Winnall am 29. Juli 2013 zum Viertligisten Scunthorpe United. Für sein neues Team erzielte der Angreifer 23 Ligatreffer und wurde damit Torschützenkönig der vierten englischen Liga. Scunthorpe erreichte zudem als Tabellenzweiter der Football League Two 2013/14 die direkte Rückkehr in die dritte Liga.

### FC Barnsley
Am 23. Juli 2014 gab der Drittligist FC Barnsley die Verpflichtung des 23-Jährigen bekannt und stattete ihn mit einem Dreijahresvertrag aus. Für den Zweitligaabsteiger der die Football League One 2014/15 lediglich als Tabellenelfter beendete, gelangen Winnall neun Ligatore. Die Saison 2015/16 verlief deutlich erfolgreicher für den Stürmer und seine Mannschaft. Sam Winnall erzielte 21 Ligatreffer und zog mit seinem Team als Tabellensechster in die Play-offs ein. Nach einem deutlichen Halbfinal-Erfolg über den FC Walsall (3:0 und 3:1), besiegte der FC Barnsley im Finale den FC Millwall mit 3:1 und sicherte sich somit den Aufstieg in die zweite Liga. In der EFL Championship 2016/17 konnte Sam Winnall seine Treffsicherheit bewahren und im Verlauf der Hinrunde elf Ligatore erzielen. Im Dezember 2016 wurde er zum Spieler des Monats der EFL Championship gewählt.

### Sheffield Wednesday
Da sein Vertrag im Sommer 2017 ausgelaufen wäre, entschied sich der FC Barnsley im Januar 2017 seinen besten Angreifer an den Ligakonkurrenten Sheffield Wednesday zu verkaufen. Mit seiner neuen Mannschaft zog er als Tabellenvierter in die Play-offs ein, scheiterte dort jedoch vorzeitig am späteren Aufsteiger Huddersfield Town.
Ende August 2017 wurde Sam Winnall im Tausch mit Jacob Butterfield für den Rest der Saison 2017/18 an den Ligakonkurrenten Derby County ausgeliehen. Er erzielte in 17 Ligaeinsätzen sechs Treffer, bevor ein Kreuzbandriss Anfang Februar 2018 sein Saisonaus bedeutete. Ein permanenter Transfer kam nicht zustande, auch weil Derby-Trainer Gary Rowett den Verein zum Saisonende verließ.